# Leucauge decorata
Leucauge decorata (Blackwall, 1864) è un ragno appartenente alla famiglia Tetragnathidae.

## Distribuzione
La specie è stata rinvenuta in diverse località della regione paleotropicale; nelle Filippine, in particolare, questa specie è stata reperita:
1. sull'isola di Luzon, a Los Banos, nella provincia di Laguna e nei pressi di Tanauan, località della provincia di Batangas[2]
2. sull'isola di Palawan, a Cabigaan, nei pressi di Aborlan[2]
3. sull'isola di Panay, nei pressi di Oton, località della provincia di Iloilo[2]
4. sull'isola di Mindanao, nella località di Mat-i, nella provincia di Misamis orientale[2] e sul Monte Matutum, nella provincia di Maguindanao[3]

## Tassonomia
Non sono stati esaminati esemplari di questa specie dal 2012
Attualmente, a marzo 2015, è nota una sola sottospecie:
- Leucauge decorata nigricauda Schenkel, 1944 - isola di Timor